# 陳良濬
陳良濬（1951年—），中華民國陸軍中將，臺灣高雄人，籍貫湖北省黃陂縣，於2008年10月1日擔任後備司令部從二級上將改制為中將之首任司令。其弟陳良沛適巧也擔任陸軍軍官學校從中將改制為少將之首任校長。而陳家三兄弟四顆星是中華民國國軍唯一出現過「一門三傑」的將官組合。

## 仕途
陳良濬卅餘年軍旅生涯，歷任陸軍戰車第701群指揮官、284師師長、北測中心指揮官、陸軍總部情報署署長、陸軍裝甲兵訓練指揮部暨裝甲兵學校校長、陸軍總部參謀長、陸軍第八軍團指揮官與後備司令部司令等要職，於2011年5月1日卸任後備司令軍職屆退，由國防部長高華柱頒授四等寶鼎勳章，表彰任內的卓越貢獻。續於2013年6月3日轉任公職行政院東部聯合服務中心執行長，與2013年11月1日擔任國軍退除役官兵輔導委員會政務副主任委員。

## 國防部買官賣官弊案
國防部查辦買官賣官及重大貪瀆案，時任後備司令陳良濬記申誡一次。

## 一門三傑
陳良濬三兄弟在陳良沛2004年升任少將之同時，中華民國國軍首度出現了「一門三傑」將官組合。陳良濬的三弟陳良瀚，於2008年憲兵學校少將校長職，轉任服務於行政院退輔會；而四弟陳良沛歷任了陸軍第703、395、298旅旅長與國防大學教育長，與接任陸軍官校首任少將編階校長，於2010年7月15日於陸官校長職務下退伍，三兄弟締造中華民國國軍唯一的「一門三傑」四顆星將官組合也成為歷史名詞。

## 星光家族
中華民國國軍的將軍星光家族，除有陳良濬、陳良瀚、陳良沛三兄弟締造國軍唯一的「一門三傑」四顆星將官組合，有父子檔、兄弟檔與夫妻檔。
父子檔有：總統蔣中正、國防部副部長蔣經國與聯勤總司令蔣緯國，蔣中正任特級上將，蔣經國及蔣緯國任二級上將。前聯勤總司令羅友倫上將，兒子是曾任國防部常務次長、聯勤副總司令的羅文山中將。前總政戰局局長鄧祖琳上將，父親鄧定遠官拜陸軍中將。
兄弟檔有：參謀總長李天羽曾任空軍一級上將，弟弟李天翼是空軍中將。國安局副局長胡鎮球為中將官階，弟弟陸軍司令胡鎮埔二級上將。副參謀總長吳達澎上將，弟弟吳達維少將曾任國防部軍備局處長。金防部司令陸小榮中將，哥哥空軍防砲司令陸蔚榮中將。參謀總長辦公室副主任王漢基中將，哥哥是國防部長辦公室副主任王漢熙少將。澎防部司令雷光旦中將，弟弟是國安局駐華府雷光陸中將。海軍後勤司令李肇麟中將，弟弟是海軍艦隊司令部參謀長李肇鵬少將。國防大學陸軍學院院長郭力升少將，弟弟郭力中是國防部情報局少將執行長及海軍技術學校校長（113/9/1退役）。
夫妻檔有：總政戰局文教處長池玉蘭少將，先生是曾任陸軍師長的陸軍少將黃振遠。